# Allonautilus perforatus
Allonautilus perforatus és una espècie mol·lusc cefalòpode de la família Nautilidae, nativa de les aigües del voltant de Bali, Indonèsia. Donat que només és coneguda per les conquilles que ha arrossegat el corrent es tracta d'una espècie dubtosa (nomen dubium), essent la menys estudiada de les sis espècies de nàutils reconegudes.
A. perforatus presenta una forma i coloració de conquilla molt similar a la de A. scorbiculatus i comparteix amb aquestes espècies el llombrígol obert característic.